# Georges Mora
Georges Mora, geboren als Günther Morawski (* 26. Juni 1913 in Leipzig; † 7. Juni 1992 in South Caulfield, Melbourne) war ein deutschstämmiger australischer Unternehmer, Kunsthändler, Mäzen und Gastronom. Georges Mora und seine Frau Mirka kamen 1951 als Einwanderer aus Paris nach Melbourne. Das kunstsinnige und gebildete Paar brachte die französische Küche und einen europäischen Stil in das Nachkriegs-Melbourne. Sie eröffneten 1954 das Mirka Café, 1958 das Café Balzac und 1965 das Tolarno Restaurant and Galleries. Die Restaurants der Moras waren beliebte Treffpunkte der Melbourner Bohème.

## Leben
Georges Mora wurde 1913 als Günther Morawski in Leipzig geboren. Seine Eltern waren jüdischen Glaubens: Maximillian Morawski, Kaufmann, und Suzie, geb. Fuchs. Anfang der 1930er Jahre musste der Medizinstudent wegen der nationalsozialistischen Verfolgung aus Deutschland fliehen. In Paris fand er Arbeit als Patentangestellter und änderte während der deutschen Besatzung Frankreichs seinen polnisch-jüdischen Namen, um einer Verhaftung zu entgehen. Unter dem Namen Georges Morat oder Mora beteiligte er sich an der Résistance und half, Flüchtlinge und alliierte Soldaten über die Grenze zu schmuggeln.
Nach dem Krieg arbeitete Georges Mora für die Organisation Oeuvre de Secours aux Enfants, die sich um jüdische Waisenkinder kümmerte. Im Dezember 1947 heiratete er in Paris die französische Jüdin Mirka Madeleine Zelik. Wegen der Zerstörung Europas und der Angst vor einem Atomkrieg emigrierte das Paar 1951 nach Australien.
In Melbourne mieteten sie ein altes Atelier in der Collins Street. Georges begann in einer Nudelfabrik zu arbeiten, während ihr Haus zu einem Treffpunkt für zeitgenössische Künstler wurde. Sie stellten ihr Haus der Contemporary Art Society (CAS) zur Verfügung und bedeutende australische Künstler wie Sidney Nolan, Arthur Boyd und Albert Tucker stellten dort aus. Georges Mora war später Präsident der CAS (1956–1959) und ab 1958 auch Mitglied des Museum of Modern Art of Australia.
Neben seiner Tätigkeit als Kunstförderer eröffnete Georges Mora in Melbourne das bekannte Bistro Café Balzac, das französische Küche mit Kunst verband. In den 1960er Jahren kaufte er das Tolarno Hotel in St Kilda, das ein Wohnhaus, ein Restaurant und eine Kunstgalerie beherbergte. Die Tolarno Gallery wurde schnell zu einem wichtigen Ort für die australische Kunstszene, an dem sowohl etablierte als auch aufstrebende Künstler ausstellten.
Mora reiste auch regelmäßig nach Europa, um Werke moderner Künstler zu erwerben. Als einflussreicher Kunsthändler war er an der Gründung der Australian Commercial Galleries Association beteiligt und förderte die Einführung eines Ethikkodex für Galerien. Er setzte sich auch für bessere Verträge zwischen Künstlern und Galerien ein und nahm Einfluss auf die nationale Kunstpolitik.
In den 1970er Jahren trennten sich Georges und Mirka. 1985 heiratete er die Malerin Caroline Marsh Williams. Unter seiner Leitung blieben die Tolarno Galleries in den 1980er Jahren ein wichtiges Kunstzentrum, in dem unter anderem John Brack, Albert Tucker, Howard Arkley und Juan Davila ausstellten. 1988 initiierte Mora die Gründung der Australian Contemporary Art Fair und wurde im selben Jahr von der französischen Regierung zum Chevalier de l’Ordre des Arts et des Lettres ernannt.
Georges Mora starb am 7. Juni 1992 in South Caulfield an den Folgen eines Gehirntumors. Er hinterließ seine zweite Frau, einen gemeinsamen Sohn und drei Söhne aus erster Ehe. Zu seinem Gedenken wurde eine Stiftung gegründet, die Künstler unterstützt – die Georges Mora Fellowship.